# Tender Mercies (Album)
Tender Mercies ist ein Jazzalbum von Frank Gratkowski und Simon Nabatov. Die am 11. Januar 2022 im Loft, Köln, bei einem Konzert vor Publikum entstandenen Aufnahmen erschienen im Januar 2023 auf Clean Feed Records.

## Hintergrund
Der deutsche Holzbläser Frank Gratkowski und der in Russland geborene Pianist Simon Nabatov musizieren seit über 30 Jahren in unterschiedlichsten Konstellationen und Kontexten gemeinsam. Die fruchtbare Zusammenarbeit begann in großen Ensembleprojekten von Klaus König oder bei zahlreichen Settings, etwa bei Nabatovs Album Nature Morte (Leo, 1999), dem Duoalbum Mirthful Myths (Leo, 2017) sowie den Trioalben Deployment (2010, mit Marcus Schmickler) und Dance Hall Stories (2020, mit Dominik Mahnig).

## Titelliste
- Frank Gratkowski, Simon Nabatov: Tender Mercies (Clean Feed – CF618CD)[1]

1. Turn of Events 11:38
2. Tender Mercies 6:45
3. Safe Home 10:09
4. Cagey 4:26
5. Layers of Disguise 7:13
6. Surfaces 2:42
7. Disgruntled Settlement 6:48

Die Kompositionen stammen von Frank Gratkowski und Simon Nabatov.

## Rezeption

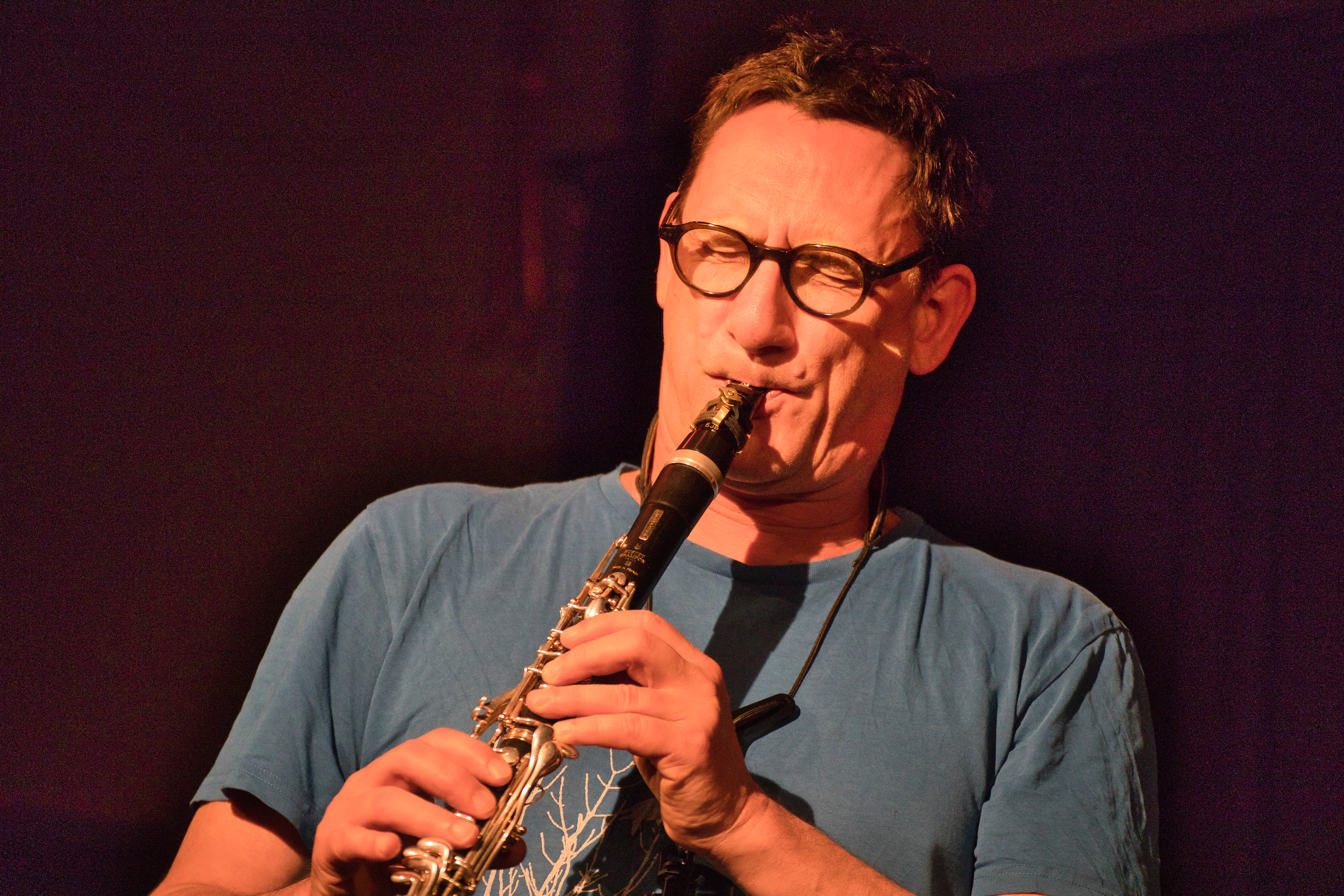
Frank Gratkowski ei einem Konzert im club W71, Weikersheim 2022

Diese Sammlung von sieben Duetten sei einer jener Momente, in denen der Begriff „Instant Composition“ des 2017 verstorbenen Misha Mengelberg für eine Reihe von Begegnungen auf der Bühne absolut Sinn macht, schrieb John Sharpe in All About Jazz. Nach den Unisono-Klavier- und Altsaxophon-Schnörkeln, mit denen das Eröffnungsstück „Turn of Events“ beginnt, würde das Duo eine Abfolge unterschiedlicher Stimmungen durchlaufen: romantisches Klavier, verwoben mit leicht herbem Altsaxophon; Balladentexturen, sich abwickelnde Linien, die sich gleichzeitig umeinander winden wie Pflanzen, die um Licht wetteifern; ein rasanter Sprint, gefolgt von einer plötzlichen Abkühlung. Solche sprunghaften Eskapaden würden nur durch das reduzierte Format möglich, und das Duo schöpfe bei jedem Track das Beste aus diesen Möglichkeiten.
Auf „Tender Mercies“ würden Frank Gratkowski und Simon Nabatov auch Nebengeräusche zum Klingen bringen, meint Robert Miessner (Die Tageszeitung): „Die Klänge verweilen kurz, dann galloppieren sie los“. Nabatov und Gratkowski hätten Musik gegen den Strudel der Ereignisse geschaffen; in „Turn of Events“, dem Eröffnungsstück, ließen sie den Tönen Zeit, zueinander zu finden, und gönnten ihnen Nachhall.